# NZME Publishing
Die NZME Publishing Limited ist ein Unternehmen der Medienbranche in Neuseeland. Das Unternehmen hat seinen Sitz in Auckland. Obwohl der Punkt im Namen des Unternehmens hinter dem NZME ab dem 30. September 2016 offiziell entfernt wurde, verwendet das Unternehmen den vorherigen Namen „NZME. Publishing“ weiterhin in seiner Außendarstellung.

## Geschichte
Am 3. August 1962 wurde die Campbell Press Limited gegründet. Bis zu seiner heutigen Bezeichnung musste das Unternehmen sechs Umbenennungen hinnehmen:
- am 2. Januar 1969 in Lower North Printer Limited umbenannt,
- am 27. Januar 1971 in Community Newspaper Limited umbenannt,
- am 17. August 1994 in Central & Southern Holdings Limited umbenannt,
- am 12. November 1997 in W & H Newspapers Limited umbenannt,
- am 12. März 2003 in APN New Zealand Limited umbenannt,
- am 5. Januar 2015 in NZME. Publishing Limited umbenannt,
- am 30. September 2016 in NZME Publishing Limited umbenannt.[1]

## Besitzverhältnisse
Das Unternehmen befindet sich im Besitz der APN Holdings NZ Limited, die ihrerseits zu 100 % der Wilson & Horton Limited gehört. Wilson & Horton dagegen befindet sich im Besitz der Australian Provincial Newspapers International Pty Limited, hinter der die australische APN News & Media Limited (APN) steckt.
Zusammen mit den Firmen:
- NZME. Educational Media Limited – Umbenennung, vorher APN Educational Media (NZ) Limited
- NZME. Finance Limited – Neugründung
- NZME. Limited – Neugründung
- NZME. Radio Limited – Umbenennung, vorher The Radio Network Limited
- NZME. Trading Limited – Umbenennung, vorher NZME. Publishing Limited,

die alle der APN Holdings NZ Limited gehören, werden alle Medienprodukte unter der Marke NZME. New Zealand Media and Entertainment in der Öffentlichkeit vermarktet.

## Publikationen
Folgende Zeitungen werden auf dem neuseeländischen Markt von NZME Publishing herausgegeben:
- Bay of Plenty Times
- Bush Telegraph
- Central Hawke's Bay Mail
- Classified
- Hamilton News
- Hastings Leader
- Havelock North Village Press
- Hawke’s Bay Today
- Herald Business
- Herald Jobs
- Herald National News
- Herald World News
- Herald on Sunday
- Horowhenua Chronicle
- Kapiti News
- Katikati Adviser
- Manawatu Guardian
- NZME. Local Network
- NZME. News Service
- Napier Courier
- National
- Rotorua Daily Post
- Rotorua Weekender
- Stratford Press
- Taupo & Turangi Weekender
- Te Awamutu Courier
- Te Puke Times
- The Country
- The New Zealand Herald
- The Northern Advocate
- The Northland Age
- Waihi Leader
- Waipa Post
- Wanganui Midweek
- Weekend Herald
- Whangamata Costal News
- Whanganui Chronicle

Folgende Magazine werden auf dem neuseeländischen Markt von NZME Publishing herausgegeben:
- be well
- canvas
- DRIVEN
- Educational Review
- Health Central.nz
- Herald Homes
- INsite
- JETmag.co.nz
- NZ Education Gazette
- NZME. Educational Media
- NursingReview
- Spy
- TimeOut
- travel
- TrueCommercial
- VIVA
- Weekend

NZME Publishing betreibt folgende Radioprogramme in Neuseeland:
- Coast
- flava
- hokonui
- iHeart Radio
- Mix
- NZME. Create Me
- Newstalk ZB
- Radio Hauraki
- Radio Sport
- Talent17
- The Hits
- ZM